# Legerwood Parish Church

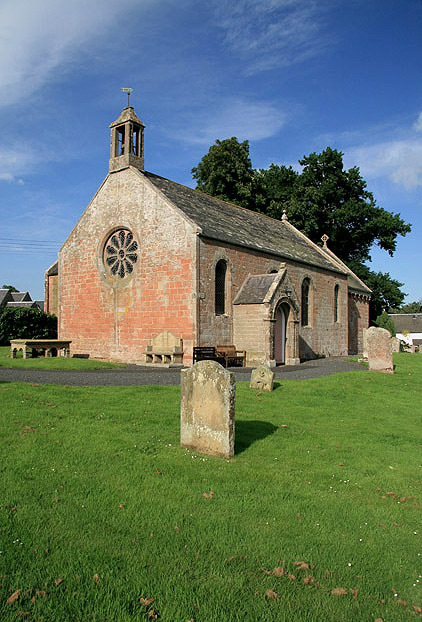
Legerwood Parish Church

Die Legerwood Parish Church, auch Legerwood Kirk, ist ein Kirchengebäude der presbyterianischen Church of Scotland. Es liegt in dem schottischen Weiler Legerwood in der Council Area Scottish Borders. 1971 wurde das Bauwerk in die schottischen Denkmallisten zunächst in der Kategorie B aufgenommen. Die Hochstufung in die höchste Denkmalkategorie A erfolgte 2012.

## Geschichte
Die früheste Erwähnung einer Kirche am Standort stammt aus dem Jahre 1127. Vermutlich stammen der Großteil der heutigen Legerwood Parish Church noch aus dieser Bauphase. Damit zählt sie zu den besterhaltenen romanischen Kirchengebäuden in Schottland. Seit der Reformation dient das Gebäude als Pfarrkirche. 1899 wurde das Gebäude durch Henry Hardy und John Wight überarbeitet.

## Beschreibung
Die Legerwood Parish Church steht inmitten des umgebenden Friedhofs etwa 700 m östlich von Legerwood. Das Gebäude weist grob einen T-förmigen Grundriss auf. Das romanisch ausgestaltete Langhaus ist rund 14,6 m lang, 8,5 m breit und vier Achsen weit. Daran schließt sich ein Chor mit einer quadratischen Innenfläche mit einer Seitenlänge von 5,3 m an. Er ist außergewöhnlich gut erhalten, da er nach der Reformation abgetrennt wurde und ungenutzt blieb. Erst im Zuge der Renovierung im Jahre 1899 wurde diese Gebäudeteil durch W. van Vlack restauriert. Eine barock ausgestaltete Gedenktafel an John Ker of Moristoun weist das Jahr 1691 auf. Der kurze Nordflügel dürfte erst 1899 ergänzt worden sein, obwohl möglicherweise um 1800 entstandene Fragmente integriert wurden.

## Nachreformatorische Pfarrer bis 1896
- David Forsyth (1592–1593)
- George Byris (1593–1640)
- Thomas Byris (1640–1653)
- William Calderwood (1655–1662)
- Thomas Byris (1666–1682)
- William Layng (1682–1689)
- William Calderwood (1689–1709)
- James Campbell (1711–1714)
- Thomas Old (1717–1737)
- Walter Douglass (1738–1752)
- William Gullan (1753–1792)
- Robert Scott (1793–1795)
- James Baird (1795–1797)
- James Young (1797–1798)
- Henry Garnock (1799–1811)
- George Cupples (1812–1833)
- John Hunter Walker (1834–1844)
- James Macnair (1844–1853)
- James Langwill (1853–1859)
- Archibald Brown (1859–1891)
- William Rankin (ab 1891)

Quelle: